# Higashine
Higashine (jap. 東根市, -shi) ist eine Stadt in der Präfektur Yamagata in Japan.
Die Stadt ist bekannt für Obstbäume, besonders Kirschen und Äpfel, und wird als „Obstbaum-Königreich“ (果樹王国, kaju ōkoku) bezeichnet. In der Stadt werden dem Volumen nach die meisten Kirschen Japans geerntet. Spezialität der Stadt ist dabei die Sorte Satōnishiki (佐藤錦).

## Geographie
Higashine liegt südlich von Shinjō und nördlich von Yamagata. Das Ōu-Gebirge liegt ostwärts der Stadt. Der Mogami fließt in Süd-Nord-Richtung durch die Stadt.

## Geschichte
Higashine wurde am 3. November 1958 gegründet.

## Verkehr
- Flugzeug:
  - Flughafen Yamagata
- Zug:

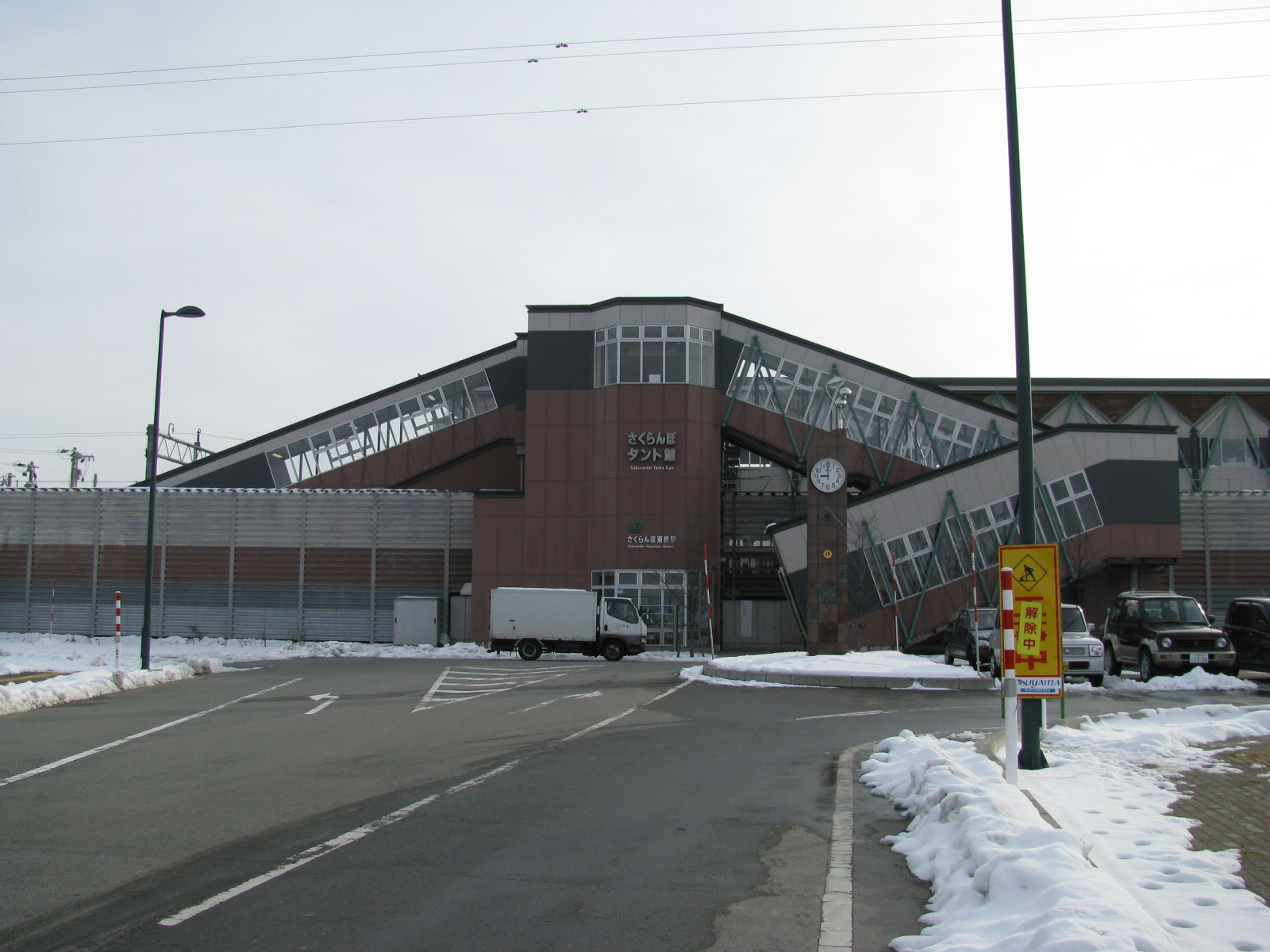
Bahnhof Sakuranbo-Higasine

  - JR Yamagata-Shinkansen: Bahnhof Sakurambo-Higashine
  - JR Ōu-Hauptlinie
- Straßen:
  - Tōhoku-Chūō-Autobahn: Abfahrt Higashine
  - Nationalstraße 13
  - Nationalstraße 48
  - Nationalstraßen 487

## Söhne und Töchter der Stadt
- Kazushige Abe (* 1968), Schriftsteller

## Angrenzende Städte und Gemeinden

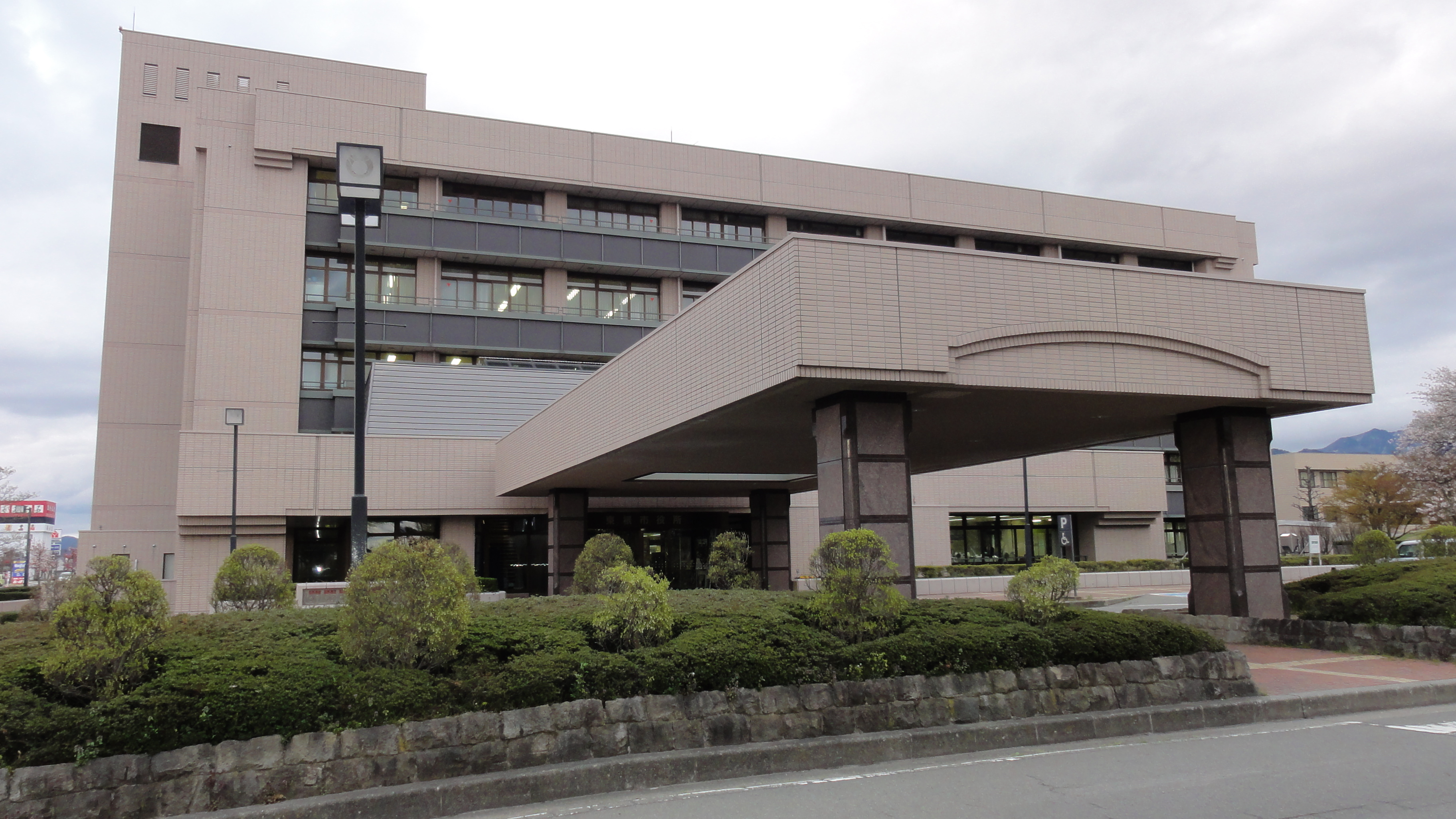
Rathaus

- Präfektur Yamagata
  - Yamagata
  - Tendō
  - Obanazawa
  - Murayama
  - Kahoku
- Präfektur Miyagi
  - Sendai